# Korkożyszki
Korkożyszki (lit. Karkažiškė) – wieś na Litwie, w okręgu wileńskim, w rejonie święciańskim.
Miejscowość położona 4 km na południe od miasta Podbrodzie, w krainie Auksztota; do 1939 w Polsce, w województwie wileńskim, w powiecie święciańskim, w gminie Podbrodzie.

## Zabytki
- kościół pw. Apostołów Piotra i Pawła.

## Urodzeni
- Zygmunt Malanowicz